# Wolanów (gmina)
Pour les articles homonymes, voir Wolanów.

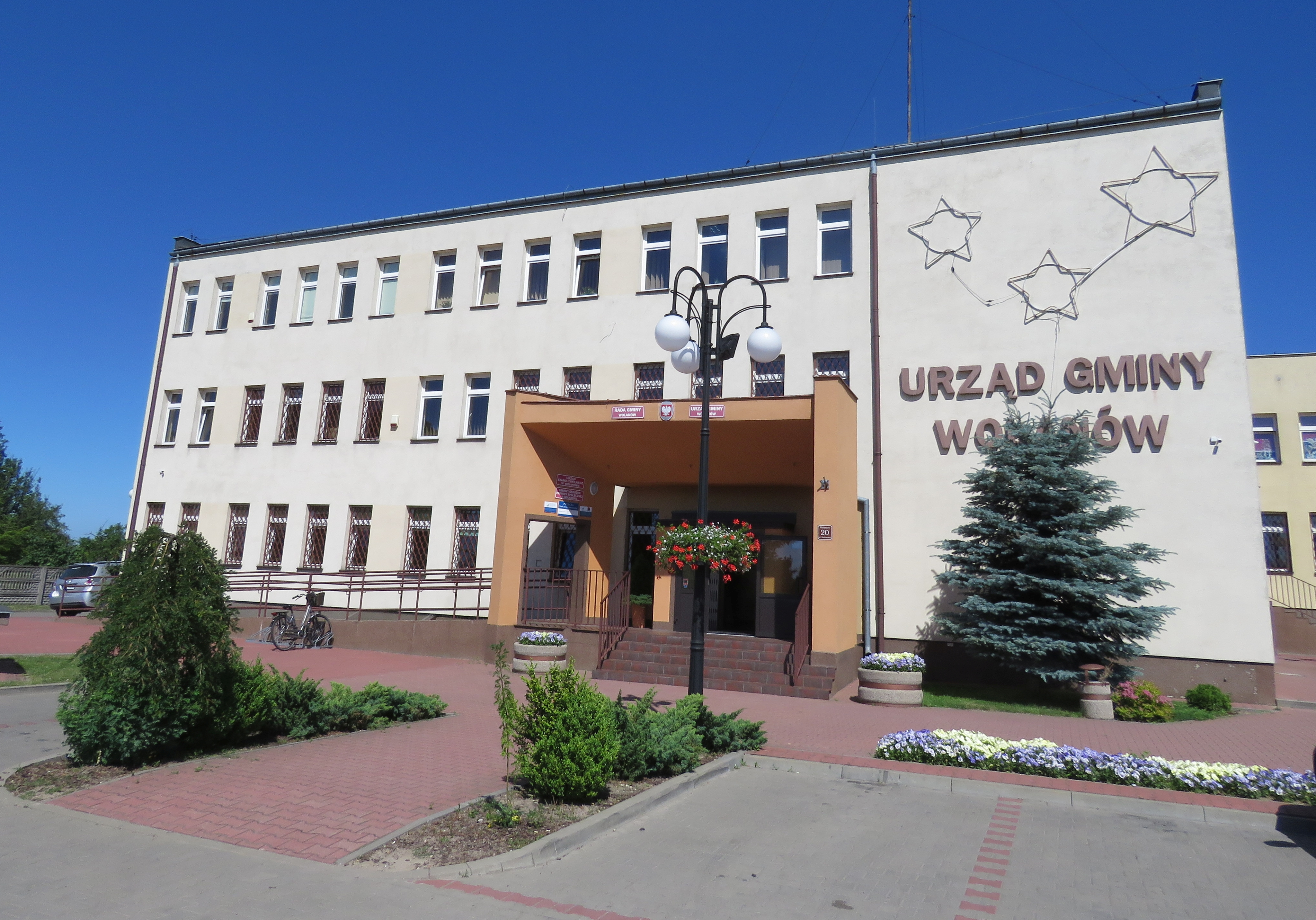
Wolanów

Wolanów est une gmina rurale (gmina  wiejska) de la powiat de Radom, dans la Voïvodie de Mazovie, dans le centre-est de la Pologne. 
Son siège administratif (chef-lieu) est le village de Wolanów, qui se situe environ 12 kilomètres au sud-ouest de Radom (siège de la Powiat) et 95 kilomètres au sud de Varsovie (capitale de la Pologne).
La gmina couvre une superficie de 82,85 km2 pour une population de 8 291 habitants en 2006.

## Histoire
De 1975 à 1998, la gmina est attachée administrativement à la voïvodie de Radom.

Depuis 1999, elle fait partie de la voïvodie de Mazovie.

## Géographie
La gmina inclut les villages et localités de : 

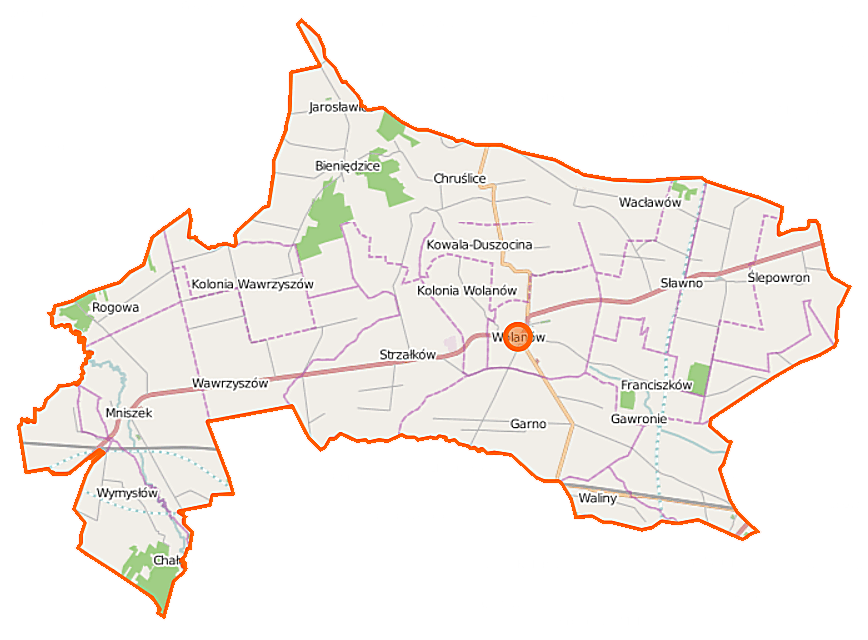
Plan de la gmina

- Bieniędzice
- Chruślice
- Franciszków
- Garno
- Jarosławice
- Kacprowice
- Kolonia Wolanów
- Kowala-Duszocina
- Kowalanka
- Młodocin Większy
- Mniszek
- Podlesie
- Rogowa
- Sławno
- Ślepowron
- Strzałków
- Wacławów
- Waliny
- Wawrzyszów
- Wolanów
- Wymysłów
- Zabłocie

### Gminy voisines
La gmina de Wolanów est voisine des gminy suivantes :
- Iłża
- Jastrząb
- Kowala
- Orońsko
- Przytyk
- Wieniawa
- Zakrzew.

## Structure du terrain
D'après les données de 2002, la superficie de la commune de Wolanów est de 82,85 km2, répartis comme telle :
- terres agricoles : 87 %
- forêts : 5 %

La commune représente 5,42 % de la superficie du powiat.

## Démographie
Données du 30 juin 2006 :
| Description        | Total  | Total | Femmes | Femmes | Hommes | Hommes |
| ------------------ | ------ | ----- | ------ | ------ | ------ | ------ |
| Unité              | Nombre | %     | Nombre | %      | Nombre | %      |
| Population         | 8 206  | 100   | 4 065  | 49,5   | 4 141  | 50,5   |
| Densité (hab./km²) | 99     | 99    | 49,1   | 49,1   | 50     | 50     |